# Phylloporia (grzyby)
Phylloporia Murill (czyrenica) – rodzaj grzybów z rodziny szczeciniakowatych (Hymenochaetaceae). W Polsce występuje jeden gatunek.

## Systematyka i nazewnictwo
Pozycja w klasyfikacji według Index Fungorum: Hymenochaetaceae, Hymenochaetales, Incertae sedis, Agaricomycetes, Agaricomycotina, Basidiomycota, Fungi.
Synonimy: Cryptoderma Imazeki, Daedaloides Lázaro Ibiza, Phaeolopsis Murrill.
Polską nazwę nadał Władysław Wojewoda w 1999 r. W polskim piśmiennictwie mykologicznym należące do tego rodzaju gatunki opisywane były także jako huba, żagiew lub czyreń.
Niektóre gatunki:
- Phylloporia ampelina (Bondartsev & Singer) Bondartseva 1983
- Phylloporia bibulosa (Lloyd) Ryvarden 1972
- Phylloporia capucina (Mont.) Ryvarden 1982
- Phylloporia chrysites (Berk.) Ryvarden 1972
- Phylloporia crataegi L.W. Zhou & Y.C. Dai 2012
- Phylloporia ephedrae (Woron.) Parmasto 1985
- Phylloporia fontanesiae L.W. Zhou & Y.C. Dai 2012
- Phylloporia fruticum (Berk. & M.A. Curtis) Ryvarden 1972
- Phylloporia gutta L.W. Zhou & Y.C. Dai 2012
- Phylloporia hainaniana Y.C. Dai & B.K. Cui 2010
- Phylloporia indica (Massee) Teixeira 1992
- Phylloporia minutispora Ipulet & Ryvarden 2005
- Phylloporia nandinae L.W. Zhou & Y.C. Dai 2012
- Phylloporia nouraguensis Decock & Castillo 2013
- Phylloporia oblongospora Y.C. Dai & H.S. Yuan 2010
- Phylloporia oreophila L.W. Zhou & Y.C. Dai 2012
- Phylloporia parasitica Murrill 1904
- Phylloporia pectinata (Klotzsch) Ryvarden 1991
- Phylloporia resupinata Douanla-Meli & Ryvarden 2007
- Phylloporia ribis (Schumach.) Ryvarden 1978 – czyrenica porzeczkowa
- Phylloporia rzedowskyi R. Valenz. & Decock 2011
- Phylloporia spathulata (Hook.) Ryvarden 1991
- Phylloporia tiliae L.W. Zhou 2013[4]
- Phylloporia ulloae R. Valenz., Raymundo, Cifuentes & Decock 2011
- Phylloporia verae-crucis (Berk. ex Sacc.) Ryvarden 1991

Nazwy naukowe na podstawie Index Fungorum. Nazwy polskie według Władysława Wojewody.